# Pictures at Eleven
Pictures at Eleven prvi je studijski album britanskog glazbenika i pjevača, Roberta Planta, kojeg 1982. godine objavljuje diskografska kuća Swan Song Records.
Phil Collins iz sastava Genesis, svira bubnjeve na šest od osam skladbi koje se nalaze na albumu. Na skladbama "Slow Dancer" i "Like I've Never Been Gone", bubnjeve je odsvirao Cozy Powell, bivši bubnjar sastava Rainbow.
Pictures at Eleven jedini je Plantov solo album kojeg je objavio za Led Zeppelinovu izdavačku kuću Swan Song Records. U vrijeme kad je izlazio njegov sljedeći album The Principle of Moments, 1983. godine, Swan Song Records je prestao s radom, a on je album objavio za vlastitu izdavačku kuću pod nazivom Es Paranza, koja je distribuirala za Atlantic Records. Rhino Entertainment je 20. ožujka 2007. godine izdao reizdanje albuma s dvije bonus skladbe "Far Post" i "Like I've Never Been Gone" (uživo).

## Popis pjesama
1. "Burning Down One Side" – 3:55
2. "Moonlight in Samosa" – 3:58
3. "Pledge Pin" – 4:01
4. "Slow Dancer" – 7:43
5. "Worse Than Detroit" – 5:55
6. "Fat Lip" – 5:05
7. "Like I've Never Been Gone" – 5:56
8. "Mystery Title" – 5:16

bonus skladbe na reizdanju iz 2007.
1. "Far Post" – 4:42
2. "Like I've Never Been Gone" (uživo) – 7:31

Sve skladbe napisali su Plant i Blunt, osim "Burning Down One Side," "Fat Lip," i "Far Post," koje su napisali Plant, Blunt i Woodroffe.

## Izvođači
- Robert Plant - Vokal
- Robbie Blunt - Gitara
- Jezz Woodroffe - Klavijature & sintisajzer
- Phil Collins - Bubnjevi skladbe 1-3, 5-6, 8, 9 & 10
- Cozy Powell - Bubnjevi skladbe 4 & 7
- Paul Martinez - Bas gitara
- Raphael Ravenscroft - Saksofon skladba 3

## Top ljestivca
Albumi - Billboard (Sjeverna Amerika)
| Godina | Ljestvica  | Pozicija |
| ------ | ---------- | -------- |
| 1982.  | Pop Albums | #5       |

Singlovi - Billboard (Sjeverna Amerika)
| Godina | Singl                   | Ljestvica       | Pozicija |
| ------ | ----------------------- | --------------- | -------- |
| 1982.  | "Burning Down One Side" | Mainstream Rock | #3       |
| 1982.  | "Burning Down One Side" | Pop Singles     | #64      |
| 1982.  | "Pledge Pin"            | Mainstream Rock | #11      |
| 1982.  | "Pledge Pin"            | Pop Singles     | #74      |
| 1982.  | "Slow Dancer"           | Mainstream Rock | #19      |
| 1982.  | "Worse Than Detroit"    | Mainstream Rock | #10      |

## Vanjske poveznice
- Službene stranice Roberta Planta
- Rockfield studio
- Discogs.com - Recenzija albuma